# Ferry Reurink
Ferry Reurink (Arnhem, 20 juni 1973) is een Nederlands auteur.

## Biografie
Reurink schrijft met name historische en biografische boeken en artikelen. Naast bijdragen voor diverse publicaties en websites publiceerde hij diverse boeken. Zijn boekdebuut maakte hij in 2008 met Het stadioncomplex. Alle terreinen waar in Nederland betaald voetbal is gespeeld, verschenen bij Uitgeverij De Arbeiderspers/Het Sporthuis. Dit naslagwerk behaalde een vijfde plaats bij de Nico Scheepmakerbeker voor het beste sportboek van het jaar 2008.
In 2011, 2015 en 2023 volgden drie boeken die Reurink schreef samen met journalist Peter Bierhaus.
Op 12 mei 2017, twee dagen voor het 125-jarig jubileum van Vitesse, verscheen een naslagwerk over de clubgeschiedenis van de Arnhemse voetbalclub van de hand van de auteur getiteld Elke dag Vitesse. 125 jaar clubgeschiedenis in 366 verhalen. Het eerste exemplaar werd uitgereikt aan een vertegenwoordiger van Supportersvereniging Vitesse door oud-Vitessespeler Dejan Čurović.
In maart 2022 verscheen van de hand van Ferry Reurink, samen met Michiel Kraijkamp, een biografie van voormalig voetbaltrainer  Bert Jacobs, getiteld Hotseknotsbegoniavoetbal. Voetbalhumor van Zandvoort tot Hongkong, uitgegeven door Staantribune.
In het dagelijks leven is Reurink werkzaam voor Bibliotheek Arnhem. Hij is ook in die stad woonachtig.